# 矢吹料金所
矢吹料金所（やぶきりょうきんじょ）は、福島県西白河郡矢吹町にあるあぶくま高原道路の本線料金所である。福島県道路公社・あぶくま高原有料道路管理事務所を併設する。
上下線とも矢吹中央IC - 玉川IC間の通行料金を精算する。